# Jean Yves Daniel-Lesur
Jean Yves Daniel-Lesur (París, 19 de noviembre de 1908 - 2 de julio de 2002) fue un compositor y organista francés.

## Biografía
Hijo de la compositora Alice Lesur estudió en el Conservatorio de París armonía con Jean Gallon y contrapunto con Georges Caussade. Fue también alumno de Charles Tournemire en el estudio del órgano y composición organística, y de Armand Ferté para el piano.
De 1927 a 1937 fue asistente del mismo Tournemire en la Iglesia de Sainte-Clotilde. De 1937 a 1944 se convierte a su vez en organista en la abadía benedictina de Sainte-Marie. 
Desde finales de 1935 enseñaba contrapunto en la Schola Cantorum de París. En 1936 junto con Yves Baudrier, André Jolivet y Olivier Messiaen fundó el Groupe Jeune-France, grupo de músicos que se oponía al imperante neoclasicismo y en favor de un estilo compositivo más expresivo y moderno. De 1957 a 1961 fue director de la Schola Cantorum. A principios de los años 1970 fue Inspector general de música en el Ministerio de educación francés, y codirector de la Ópera Nacional de París de 1971 a 1973.
Daniel-Lesur compuso todo tipo de obras, incluyendo ópera lírica, ballets, obras para órgano, corales y canciones («mélodies»).

## Catálogo de obras
| Año      | Obra | Tipo de obra                   |
| -------- | --- | ------------------------------ |
| 1931     | Scène de la Passion, para órgano.                                                                            | Música solista (órgano)        |
| 1931     | Les harmonies intimes (Daniel-Lesur), para Mez/Bar y piano.                                                  | Música vocal (piano)           |
| 1931     | La mort des voiles (P. Fort), Mez/Bar y piano.                                                               | Música vocal (piano)           |
| 1932     | La mouette (H. Heine), Mez/Bar y piano.                                                                      | Música vocal (piano)           |
| 1932     | Les yeux fermés (Heine), Mez/Bar y piano.                                                                    | Música vocal (piano)           |
| 1932     | La vie intérieure, para órgano.                                                                              | Música solista (órgano)        |
| 1934     | Suite française, para piano (orquestada 1935).                                                               | Música solista (piano)         |
| 1935, 37 | Hymnes (2 vols.), para órgano.                                                                               | Música solista (órgano)        |
| 1937     | Passacaille para piano y orquesta                                                                            | Música orquestal               |
| 1938     | Pastorale, para orquesta de cámara                                                                           | Música orquestal               |
| 1939     | 3 poèmes de Cécile Sauvage, Mez/Bar y piano.                                                                 | Música vocal (piano)           |
| 1939     | Ricercare, para orquesta.                                                                                    | Música orquestal               |
| 1939     | Suite, para oboe, clarinete y fagot.                                                                         | Música de cámara               |
| 1940     | Suite, para cuarteto de cuerdas.                                                                             | Música de cámara               |
| 1941     | Música para la obra teatral L’étoile de Séville (A. Ollivier, según Lope de Vega) (Lyon, 1941).              | Música escénica (teatro)       |
| 1942     | L’enfance de l’art (C. Roy), Mez/Bar y piano.                                                                | Música vocal (piano)           |
| 1943     | Variations, para piano y orquesta de cuerdas.                                                                | Música orquestal               |
| 1943     | Suite, para cuarteto con piano.                                                                              | Música de cámara               |
| 1945     | Clair comme le jour (Roy), Mez/Bar y piano.                                                                  | Música vocal (piano)           |
| 1945     | Música para la obra teatral Le destin d’Orphée (P. Barbier, según Sófocles).                                 | Música escénica (teatro)       |
| 1945     | Música para la obra teatral Anne et le dragon (R. Caillava).                                                 | Música escénica (teatro)       |
| 1946     | Suite médiévale, para flauta, arpa y trío de cuerda.                                                         | Música instrumental            |
| 1946     | Música para la obra teatral Le fourbe de Séville (T. de Molina).                                             | Música escénica (teatro)       |
| 1946     | Música para la obra teatral Prométhée enchaîné (Esquilo).                                                    | Música escénica (teatro)       |
| 1947     | Música para la obra teatral Athalie (J. Racine).                                                             | Música escénica (teatro)       |
| 1947     | Música para la obra teatral Andrea del Sarto (A. de Musset).                                                 | Música escénica (teatro)       |
| 1947     | Berceuses à tenir éveillé (Obaldia), Sop/Ten y piano.                                                        | Música vocal (piano)           |
| 1947     | Chansons cambodgiennes, Mez/Bar y piano.                                                                     | Música vocal (piano)           |
| 1947     | Pastorale variée, para piano.                                                                                | Música solista (piano)         |
| 1948     | Música para la obra teatral Saint-Amour (P. Barbier).                                                        | Música escénica (teatro)       |
| 1948     | Ballade, para piano.                                                                                         | Música solista (piano)         |
| 1949     | Andrea del Sarto, poema sinfónico.                                                                           | Música orquestal               |
| 1951     | Ouverture pour un festival, para orquesta.                                                                   | Música orquestal               |
| 1951     | L'Annonciation (L. Masson), oratorio, para tenor, narrador, coro y orquesta de cámara.                       | Música coral (oratorio)        |
| 1953     | Le Cantique des Cantiques, cantata.                                                                          | Música coral (cantata)         |
| 1953     | Concerto da camera, para piano y orquesta de cámara.                                                         | Música orquestal               |
| 1953     | Nocturne, para piano.                                                                                        | Música solista (piano)         |
| 1954     | Serenade, para cuerdas.                                                                                      | Música orquestal               |
| 1954     | Le bal, para piano.                                                                                          | Música solista (piano)         |
| 1954     | Le Bal du destin, ballet.                                                                                    | Música escénica (ballet)       |
| 1954-57  | Cantique des Colonnes, cantata según un poema de Paul Valéry, para voces femeninas y orquesta.               | Música coral (cantata)         |
| 1956     | Elégie, para dos guitarras.                                                                                  | Música solista (guitarras)     |
| 1958     | Symphonie de danses, para orquesta.                                                                          | Música orquestal               |
| 1960     | Messe du Jubilé, para coro y órgano                                                                          | Música coral (órgano)          |
| 1961-68  | Andrea del Sarto ópera lírica en dos actos según libreto de Alfred de Musset (Marsella, 24 de enero de 1969) | Música escénica (ópera)        |
| 1962     | Fantaisie, para dos pianos.                                                                                  | Música solista (pianos)        |
| 1962     | Trois études, para piano.                                                                                    | Música solista (piano)         |
| 1966     | Metaforen, ballet.                                                                                           | Música escénica (ballet)       |
| 1968     | L'Enfant et le monstre, ballet.                                                                              | Música escénica (ballet)       |
| 1969     | Un jour, un enfant, ballet.                                                                                  | Música escénica (ballet)       |
| 1970     | Contre-fugue, para dos pianos.                                                                               | Música solista (pianos)        |
| 1974     | Symphonie d’ombre et de lumière, para orquesta.                                                              | Música orquestal               |
| 1974     | Nocturne, para oboe y orquesta.                                                                              | Música orquestal (concertante) |
| 1975     | Berceuse sur le nom de Dmitri Shostakovich, para piano.                                                      | Música solista (piano)         |
| 1977     | Intermezzo, para viola y piano.                                                                              | Música instrumental (dúo)      |
| 1977     | Novelette, para flauta y piano.                                                                              | Música instrumental (dúo)      |
| 1981     | Ondine, Opera da Jean Giraudoux                                                                              | Música escénica (ópera)        |
| 1985     | Les deux bergers, para dos flautas.                                                                          | Música solista (flautas)       |
| 1988     | Dialogues dans la Nuit, cantata según texto de Claude Roy                                                    | Música coral (cantata)         |
| 1989     | Encore un Instant de bonheur, cantata.                                                                       | Música coral (cantata)         |
| 1990     | La lisère du temps (Roy), S/T y piano.                                                                       | Música vocal (piano)           |
| 1992     | Fantasie concertante, para violonchelo y orquesta.                                                           | Música orquestal (concertante) |
| 1994     | La Nuit Rêve, cantata según texto de Henry de Montherlant                                                    | Música coral (cantata)         |
|          | In paradisum                                                                                                 | -                              |
|          | La Reine morte, ópera según libreto de Henry de Montherlant.                                                 | Música escénica (ópera)        |